# مصطفى بولتر
مصطفى بولتر (بالتركية: Mustafa Pultar)‏ مواليد 1 مارس 1940 في إسطنبول، عالم تركي وأكاديمي في علم البناء .

## وصلات خارجية
- الموقع الإلكتروني